# Waitzia
Waitzia es un género de plantas con flores perteneciente a la familia de las asteráceas. Comprende 22 especies descritas y de estas, solo 5 aceptadas. Es originario de Australia.

## Taxonomía
El género fue descrito por Johan Wendland y publicado en Collectio Plantarum 2: 13. 1808[1810]. La especie tipo es: Waitzia corymbosa J.C.Wendl.	
Etimología
Waitzia: nombre genérico otorgado por Johan Wendland en 1808 en honor de F.C.A.Waitz, que viajó a  Java y escribió sobre las plantas de la isla.

## Especies
A continuación se brinda un listado de las especies del género Waitzia aceptadas hasta agosto de 2012, ordenadas alfabéticamente. Para cada una se indica el nombre binomial seguido del autor, abreviado según las convenciones y usos.
- Waitzia acuminata Steetz
- Waitzia corymbosa J.C.Wendl.
- Waitzia nitida (Lindl.) Paul G.Wilson
- Waitzia podolepis (Gaudich.) Benth.
- Waitzia suaveolens (Benth.) Druce